# ريغي لوكاس
ريغي لوكاس (بالإنجليزية: Reggie Lucas)‏ هو كاتب أغاني وعازف قيثارة وموسيقي ومنتج أسطوانات أمريكي، ولد في 25 فبراير 1953 في نيويورك في الولايات المتحدة، وتوفي بنفس المكان في 19 مايو 2018 بسبب قصور القلب.

## وصلات خارجية
- الموقع الرسمي
- ريغي لوكاس على موقع IMDb (الإنجليزية)
- ريغي لوكاس على موقع ميوزك برينز (الإنجليزية)
- ريغي لوكاس على موقع أول ميوزيك (الإنجليزية)
- ريغي لوكاس على موقع ديسكوغز (الإنجليزية)